# Strukturno kabliranje
Strukturno kabliranje predstavlja instalaciju kabelskog mrežnog sustava višestruke namjene izvedenog kao jedinstveni sustav ili kao više podsustava u jednoj ili više građevina s mogućnošću povezivanja u zajedničku cjelinu.
Strukturno kabliranje definira izvedbu mreže zvjezdaste topologije, specificira dopuštene udaljenosti povezivanja, određuje vrstu spojeva i načine povezivanja, definira zahtjeve za parametre kvalitete pojedinih elemenata i cijelog sustava mreže, neovisno o vrsti odabranog medija kabelskog sustava. Osnovna načela koje strukturno kabliranje treba zadovoljavati jesu da kabliranje treba biti zasićeno (izveden dovoljan broj priključnih mjesta u odnosu na broj zaposlenih), generičko (izvedba instalacije kabelima neovisnim o tehnologiji opreme) i fleksibilno (omogućeno povezivanje sustava preko standardiziranih komponenti). Jednostavnije rečeno strukturno kabliranje treba osigurati dovoljan broj priključaka višestruke namjene, čiju će svrhu i obujam korištenja odrediti sam korisnik prema svojim trenutačnim potrebama.

## Standardi

#### Europski
- EN 50173: Information technology - Generic cabling systems
- EN 50174: Information technology - Cabling installation

#### Međunarodni
- ISO/IEC 11801: Generic Customer Premises Cabling

#### Američki
- ANSI/TIA/EIA-568-B: Commercial Building Telecommunications Wiring Standard
- ANSI/TIA/EIA-569: Commercial Building Standard for Telecommunications Pathways and Spaces
- ANSI/TIA/EIA-570: Residential and Light Commercial Telecommunications Wiring Standard
- ANSI/TIA/EIA-606: Building Infrastructure Administration Standard
- ANSI/TIA/EIA-607: Grounding and Bonding Requirements